# Надія Філаретівна фон Мекк
Наді́я Філаре́тівна фон Мекк, до шлюбу Фраловська (рос. Надежда Филаретовна фон Мекк; 10 лютого 1831 — 13 січня 1894) — російська меценатка, власниця підмосковної садиби «Плещеєво». Велика шанувальниця музики. Подруга по листуванню і меценатка композитора Петра Чайковского, якому впродовж багатьох років надавала матеріальну допомогу.

## Біографія

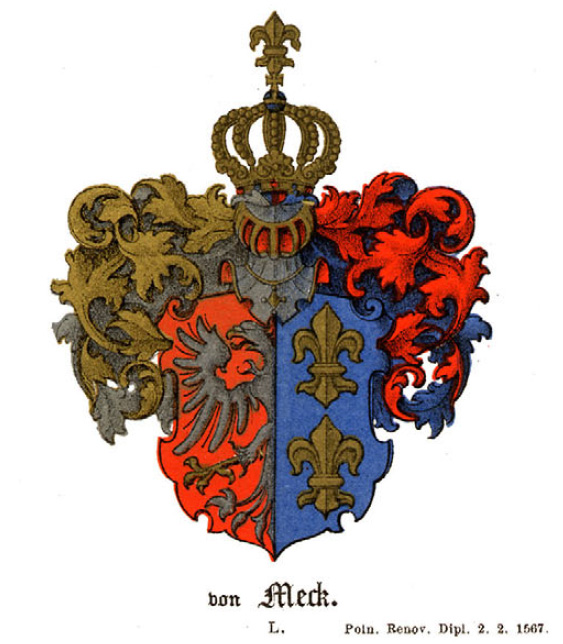
Герб роду фон Мекк

Дитячі і підліткові роки Нідії Фраловської пройшли в поміщицькому маєтку батька в с. Сирокоренʼє Рославського повіту. Батько — Філарет Васильович Фраловський, захоплювався грою на віолончелі, тому з дитинства долучав доньку до музики. Від матері — Анастасії Дмитрівни Потьомкіної — успадкувала ділові якості. Окрім Надії, в родині було ще троє дітей: Олександр, Володимир, Олександра. Здобула домашню, але досить різнобічну освіту. З ранніх років захоплювалася музикою і вчилася грати на фортепіано.
У 17 років Надію віддали в шлюб з Карлом фон Мекком (1821-1876). Після смерті чоловіка вона успадкувала значні статки і маєтності. Зокрема родині належали особняки в Європі (Абзенау, Бреземуа, Вейсензее, Дуккерсдорф, Зунцель, Кастран, Кейзен, Лодигер, Моян, Овербек, Пернигель, Смерле, Таубенгоф, Фостен, Хоенлде, Штольбен) маєтки в Росії (с. Хрусловка Тульська область), Плещеєво та в Україні (Браїлів, хутір Сьомаки́, Копилів). Будинки в Москві, С.-Петербурзі та по всій Імперії. Дачі в Сокольниках, Кратово.

## Меценатство
Надія фон Мекк знаходилася під сильним враженням від діяльності «останнього європейського мецената» — короля Баварії Людвіга II. У її сім'ї був культ Ріхада Вагнера, якого підтримував Людвіг Баварський. Для музичного розвитку своїх дітей найняла вчителя музики Владислава Альбертовича Пахульського (1857—1919), який згодом став чоловіком її 
доньки Юлії.
У книзі Шабурова «Гогольовський бульвар, 14» стверджується, що Надія фон Мекк мала чудову колекцію скрипок, починаючи від старовинних італійських — Страдіварі, Аматі, Гварнері — і до дивовижних російських, виконаних кріпаком графа Миколи Петровича Шереметьєва (1751—1809) Іваном Андрійовичем Батовим (1767—1841).
Після смерті чоловіка Надія фон Мекк починає подавати значну фінансову підтримку композиторам — Миколі Рубінштейну, який у той час очолював консерваторію, і початківцю Клоду Дебюссі, наставникові з музики її доньок, Генріку Венявському, який перед смертю жив в будинку Надії фон Мекк.
З 1877 року Надія фон Мекк почала опікуватись творчістю Петра Чайковського. Згодом вона надавала йому значну фінансову допомогу (6 000 рублів у рік і окремо на подорожі, лікування, побут), завдяки чому він зміг залишити професуру в Московській Консерваторії, щоб зосередитися виключно на творчості. Запрошувала на відпочинок до своїх маєтків (Плєщеєво, Браїлів, Копилів). Надія фон Мекк в листах до Чайковського завжди підкреслювала той факт, що його музика відіграє велику роль у її внутрішньому житті. На знак вдячності Чайковський присвятив свою 4-ту симфонію Надії фон Мекк. Вона із скромності не побажала, щоб там значилося її ім'я, і композитор вказав на титульному аркуші партитури — «Присвячується моєму кращому другу». Його траурний марш (нині загублений), написаний в 1877 році, і 1-я сюїта для оркестру також присвячені їй.
З листа фон Мекк-Чайковському:
|  | Ви зможете пробути в Браїлові з 10 травня до 1 червня? Для мене ж, чим довше Ви там пробудете, тим буде приємніше. Я боюся лише ось чого: що Браїлів, мабуть, як я бачу з Вашого листа, знаходиться в тих же умовах, як і Кам'янка, тому Вам не сподобається, а я його так люблю. Ліс там також далеко, є цукровий завод, але в трьох верстах від садиби, також є жидівське містечко, але за річкою. Що стосується прогулянки в ліс, то там є дуже милі місця над річкою, я наполегливо Вас запрошую туди з'їздити, тим паче, що тоді будуть солов'ї співати. Там ліси дуже красиві, все чорнолісся, дуб і граб (charme-bouleau), і є кілька місць, де круті гори покриті зовсім таким лісом, а внизу їх оксамитові луги, і річка тече, а над нею співають солов'ї. Ах, як чарівно, в яку дію цю приводить всі поетичні струни! У цих місцях мені хотілося б просиджувати по кілька днів уряд, та я не можу цього виконувати. Ви з'їздите туди, мій милий друже, чи не так? Ви вдихнете за мене цієї насолоди, цієї вищої поезії і, якщо на Вас справить таке ж враження, як на мене, згадаєте мене. У Браїлові будуть до ваших послуг коні з екіпажами і верхові і човни, якщо Ви полюбляєте катання на воді. Я дуже люблю і завжди правлю рулем. Ви не побачите нікого, хто б міг утрудняти Вас. Всі Ваші накази Ви передаватимете дворецькому через Вашого Олексія. Хай Вас не відштовхує слово дворецький, це місцевий звичай називати будинок палацом і слугу в нім дворецьким. По суті ж, це є звичайний смертний, як всі камердинери, тямущий і чесний, на руках якого знаходиться все домашнє господарство. Тепер про Ваше sejour а Brahilov [перебування в Браїлові]. Перш за все прошу Вас переконливо, милий друже мій, бути там зовсім як би у себе удома, розпоряджатися всім, що там є, вживати всякий живий і мертвий інвентар, для чого б Вам не знадобився. Всі ваші накази прошу Вас віддавати, як я вже і говорила раніше, дворецькому, якого звуть Марсель і який, ймовірно, виїде на станцію Жмеринка зустріти Вас. Йому прямо або через Вашого Олексія Ви віддасте наказ, в які години Вам завгодно пити каву, снідати, обідати, вечеряти і тому подібне. Коні з екіпажами і верхові, човни, зброя для стрілянини в ціль або для полювання, собаки, — все буде до Ваших послуг. У кімнатах роялі, піаніно, органи, ноти і книги також. Для вживання особливо рекомендую Вам pianino Erard-a, яке стоїть у моєму відділенні в кабінеті. Там же звернете увагу на скульптурної роботи мармурового сплячого хлопчика. Я дуже люблю його, він нагадує мені моє дворічне дитя, якого я втратила чотири роки тому. У мене ж у кабінеті є також дуже хороша картина, “Іоан хреститель, що проповідує в пустелі” Blanchard'a. Взагалі, Петре Іллічу, прошу Вас дуже обійти весь будинок, поглянути на всі наші домашні приміщення. Ще старанно Вас прошу з'їздити у всі ті місця, яким список я тут прикладаю, і, будь ласка, в ліс з'їздите так, щоб там чай пити. Вам варто лише наказати Марселю, щоб в такому-то місці був приготований чай і в такій-то годині поданий для Вас екіпаж, і все буде виконано, і при цьому наказуйте, будь ласка, милий друже мій, щоб готували на самих тих місцях, де звичайно ми п'ємо чай, тому що це краще. Який жаль, що я не можу бути там сама, щоб [кінець листа не зберігся] Оригінальний текст (рос.) Вы найдете возможным пробыть в Браилове от 10 мая до 1 июня? Для меня же, чем дольше Вы там пробудете, тем будет приятнее. Я боюсь только вот чего: что Браилов, должно быть, как я вижу из Вашего письма, находится в тех же условиях, как и Каменка, и, следовательно, Вам не понравится, а я его так люблю. Лес в нем также далек, также есть сахарный завод, но в трех верстах от усадьбы, и также есть жидовское местечко, но за рекою. Но что касается прогулки в лес, то есть очень милые места в лесах над рекою, в которые я Вас усердно попрошу съездить, тем более, что тогда будут соловьи петь. Там леса очень красивые, все чернолесье, дуб и граб (charme-bouleau), и есть несколько мест, где крутые горы покрыты совсем таким лесом, а внизу их бархатные луга, и река течет, а над нею поют соловьи. Ах, как очаровательно, в какое действие это приводит все поэтические струны! В этих местах мне хотелось бы просиживать по несколько дней сряду, да я не могу этого исполнять. Вы съездите туда, мой милый друг, не правда ли? Вы вдохнете за меня этого наслаждения, этой высшей поэзии и, если на Вас произведет такое же впечатление, как на меня, вспомните обо мне. В Браилове будут к Вашим услугам лошади с экипажами и верховые и лодки, если Вы охотник до катания на воде. Я ужасно люблю и всегда правлю рулем. Вы не увидите никого, кто бы мог стеснять Вас. Все Ваши приказания Вы будете передавать дворецкому через Вашего Алексея. Пусть Вас не отталкивает слово дворецкий, это местный обычай называть дом дворцом и слугу в нем дворецким. В сущности же, это есть обыкновенный смертный, как все камердинеры, смышленый и честный, на руках которого находится все домашнее хозяйство.Теперь о Вашем sejour a Brahilov [пребывании в Брайлове]. Прежде всего прошу Вас убедительно, милый друг мой, быть там совсем как бы у себя дома, распоряжаться всем, что там есть, употреблять. всякий живой и мертвый инвентарь, для чего бы Вам ни понадобился. Все ваши приказания прошу Вас отдавать, как я уже и говорила раньше, дворецкому, которого зовут Марсель и который, вероятно, выедет на станцию Жмеринку встретить Вас. Ему прямо или через Вашего Алексея Вы отдадите приказание, в какие часы Вам угодно пить кофе, завтракать, обедать, ужинать и т. п. Лошади с экипажами и верховые, лодки, оружие для стрельбы в цель или для охоты, собаки, - все будет и Вашим услугам. В комнатах рояли, пианино, органы, ноты и книги также. Для употребления особенно рекомендую Вам pianino Erard'a, который стоит в моем отделении в кабинете. Там же обратите внимание на скульптурной работы мраморного спящего мальчика. Я очень люблю его, он напоминает мне моего двухлетнего ребенка, которого я потеряла четыре года, назад.У меня же в кабинете есть также очень хорошая картина, “Иоанн креститель, проповедующий в пустыне” Blanchard'a. Вообще, Петр Ильич, прошу Вас очень обойти весь дом, взглянуть на все наши домашние помещения. Еще усердно Вас прошу съездить во все те места, которым список я здесь прилагаю, и, пожалуйста, в лес съездите так, чтобы там чай пить. Вам стоит только приказать Марселю, чтобы в таком-то месте был приготовлен чай и в таком-то часу подан для Вас экипаж, и все будет исполнено, и при этом приказывайте, пожалуйста, милый друг мой, чтобы приготовляли на самых тех местах, где обыкновенно мы пьем чай, потому что это лучше. Как жаль, что я не могу быть там сама, чтобы [конец письма не сохранился]. |

Духовний зв'язок з Надією фон Мекк виявився для Чайковського настільки потужним чинником, що попри свою психологічну невпевненість у своїх силах, він міг продовжувати працювати, ігноруючи критику, яка постійно переслідувала його самого і його твори майже до кінця життя. Так, після того, як була розкритикована його 5-я симфонія, Надія фон Мекк благала його не виявляти малодушність і наполегливо продовжувати свій творчий шлях.
З Чайковським Надія фон Мекк особисто так і не побачилася до кінця життя, хоча вони листувалися 13 років. Із жовтня 1890 року вона вже не мала можливості надавати фінансову підтримку композиторові, оскільки її власні справи на той час значно погіршились.
Померла Надія фон Мекк від туберкульозу на початку січня 1894 року, переживши Чайковського лише на два місяці. Похована у родинному склепі на кладовищі Ново-Олексіївського монастиря в Москві.

## Родина

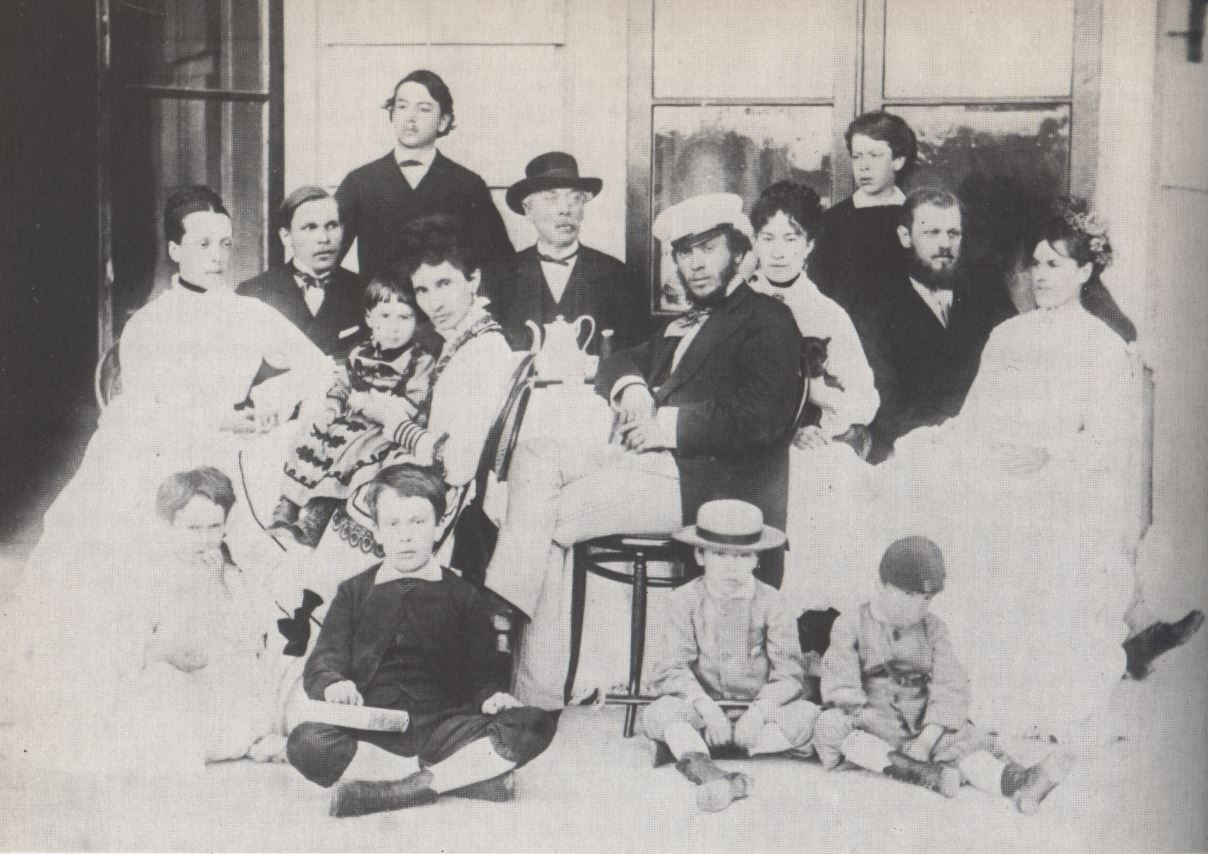
Родина фон Мекк

Донька Філарета Васильовича Фраловського і Анастасії Дмитрівни Потьомкіної, була у шлюбі з Карлом Федоровичем фон Мекк. У шлюбі народила 18 дітей, з яких вижили 11:
- Єлизавета (1848—1907) — дружина Олександра Олександровича Іолшина (?-?);
- Олександра (1850—1920) — дружина графа Павла Олександровича Беннігсена (?-?);
- Володимир (1852—1893) — одружений з Єлизаветою Михайлівною Поповою (1861—1892), дочкою московського фабриканта;
- Юлія (1853—1915) — дружина польського музиканта Владіслава Альбертовича Пахульского (1857—1919);
- Лідія (1855—1910) — дружина Федора Федоровича Левіса оф Менара (?-?);
- Микола (1863—1929) — одружений із Анною Львівною Давидовою (1864—1942), онукою декабриста Василя Львовича Давидова (1780—1855), племінницею Петра Ілліча Чайковського.
- Олександр (1864—1911) — бібліофіл, меценат, один із засновників альпінізму в Росії, перший голова Російського гірського товариства
- Софія (1867—1935) — дружина Олександра Олександровича Римського-Корсакова (1849—1922), а потім князя Дмитра Михайловича Голіцина (1867—1913);
- Максиміліан (1869—1950) — одружений з Ольгою Михайлівною Кирьяковою (?-1928), а потім з Елізабет Ватсон;
- Іліодор (1871—1873) — похований в родовому склепі (зруйнований в 1929 р.) в Ново-Олексіївському монастирі
- Михайло (1871—1883) — помер від хвороби серця
- Людмила (1872—1946) — дружина князя Андрія Олександровича Ширинського-Шихматова (1868—1927).